# ليبي هارت
ليبي هارت (بالإنجليزية: Libby Hart)‏ هي كاتِبة وشاعرة أسترالية، ولدت في 1971.